# H.O. Lange (bibliotekar)
 Der er flere personer med dette navn, se H.O. Lange.
Hans Ostenfeld Lange (13. oktober 1863 i Aarhus – 15. januar 1943) var overbibliotekar ved Det Kongelige Bibliotek fra 1901 til 1924. Derudover gjorde han også karriere som egyptolog og var stærkt engageret i kirkeligt arbejde og folkeoplysning.

## Baggrund
H.O. Lange blev født i Aarhus som søn af købmand Hans Lange (18. juli 1821 – 19. januar 1912) og Cathrine, født Ostenfeld (18. august 1836 – 28. marts 1917). På mødrene side var han i familie med biskop Harald Ostenfeld, idet Hans' moder var kusine til Haralds fader. Som 11-årig blev hans interesse for hieroglyffer vakt ved at se dem afbildet i et historisk værk, og han fik via anbefalingsbrev fra rektor på Aarhus Katedralskole kontakt med kammerherreinde Eleonore Emilie Dahl, enke efter Torkild Christian Dahl, på herregården Moesgård, som havde et ganske pænt egyptisk bibliotek. Ud over studierne i dette bibliotek fordrev han tiden med at studere tyske antikvariatkataloger, som en aarhusiansk boghandler havde foræret ham, og udforske bogsamlingen hos naboen, kapellan Andreas Ferdinand Schiødte, der særligt interesserede sig for Søren Kierkegaard.

## Uddannelse
Lange blev student fra Aarhus Katedralskole i 1881 og begyndte herefter studier på Københavns Universitet og tog filosofikum i 1882. I Langes breve til forældrene fra disse år kan man spore nogle af de egenskaber, der senere kom ham til god gavn. Fx når han 12. november 1881 beretter om en ny indtægtskilde, han har fundet:
Sagen er, at da jeg ingen Informationer kunde faa, saa udspekulerede jeg en anden Indtægtskilde, og det er, at jeg hos de mange smaa Bogjøder kjøber Bøger for Spotpris og sælger dem saa senere, naar jeg ikke har Brug for dem, til de større Antikvarer. Fremdeles var der Doktordisputats for nogen Tid siden paa Universitetet, der fik jeg et Eksemplar, som jeg solgte Dagen efter for 4 Kr., da Bogen ikke interesserede mig det mindste. Det er virkeligt ganske lønnende i en Mellemtime at støve rundt hos Boghøkerne.
(Citeret fra Helweg-Larsen 1955, s. 15f)
Indtægterne fra bogsalget gik dog primært til anskaffelse af andre bøger. I samme brev opgør han udgifterne for oktober måned (eksklusiv kost og logi) til 10,90 kr. til bøger og 2,32 kr. til andet. Der blev blandt andet sparet på barberingen: "Angaande Barberingen tager jeg det sparsomt, idet jeg laaner Gines Sax og klipper mig, en Gang er jeg dog blevet Barberet."

## Karriere
1. november 1882 blev han ansat som ekstraordinær assistent på Københavns Universitetsbibliotek, en stilling han søgte på opfordring af historikeren J.A. Fridericia. Egentlig havde han lørdag 28. oktober henvendt sig til Fridericia, der på det tidspunkt var ansat på universitetsbiblioteket, for at søge rådgivning angående mulighederne for at tage magisterkonferens i historie. Fridericia foreslog ham at søge stillingen som assistent, og mandag 30. oktober havde Lange en samtale med overbibliotekar Sophus Birket-Smith om formiddagen, hvorefter han begyndte i stillingen om onsdagen. Stillingen indebar to timers dagligt arbejde, der blev aflønnet med 1,75 kr. om dagen.
Oprindelig havde Lange ønsket at læse til magisterkonferens i tysk, men forældrene ønskede, at han skulle få en embedseksamen, så han arbejdede mod en skoleembedseksamen i filologi. Ved ansættelsen på universitetsbiblioteket overvejede han dog som sagt at satse på en magisterkonferens i historie med speciale i Egyptens historie, men efter råd fra professor Edvard Holm og nogen modstand hos forældrene mod studieskiftet forsatte han indtil videre med filologien. Både Holm og professor Johannes Steenstrup fortalte ham nemlig, at der var planer om at ændre eksamensordningen inden for det næste år, hvorfor det kunne være fornuftigt at se tiden an. Det blev dog aldrig til nogen eksamen.
1. april 1883 blev han fastansat på universitetsbiblioteket med en årlig løn på 800 kr., og i november 1885 kom han til Det Kongelige Bibliotek. Han var blevet opfordret til at at søge til Det Kongelige Bibliotek af lederen, overbibliotekar Christian Bruun, og den nye stilling indbragte også en betragtelig lønforhøjelse, da lønnen var 1.300 kr. om året.
H.O. Lange blev 8. november 1893 gift med Johanne Mielche (10. januar 1870 – 24. juni 1955), der senere i forbindelse med udgaven af Kierkegaards samlede værker sammen med Ellen Drachmann sammenholdt de trykte udgaver med manuskripter.

## Overbibliotekar
Ved Det Kongelige Bibliotek blev han overbibliotekar 1901-1924 efter 1899-1900 at have været ansat ved det egyptiske museum i Cairo. H.O. Lange interesserede sig bl.a. for inkunabler og bidrog meget til forøgelsen af Det Kongelige Biblioteks samling af disse sjældne tryk. I alt blev samlingen forøget med 1.318 nye inkunabler i Langes tid. Forøgelsen skete dels ved køb i udlandet, dels ved at skaffe inkunabler fra danske samlinger. Indkøbene skete primært omkring 1. verdenskrig, hvor Lange udnyttede de gunstige konjunkturer. Her kom de evner til gode bogindkøb, han allerede som ung studerende havde demonstreret, sikkert til god gavn.
Da Det Kongelige Bibliotek i 1906 indviede sine nye bygninger, blev det blandt andet fejret med udgivelsen af Langes bog Analecta bibliographica: boghistoriske Undersøgelser. Heri sammenfattede Lange, hvad man vidste om de fire første bogtrykkere i Danmark, Johann Snell, Gotfred af Ghemen, Stephan Arndes og Matthæus Brandis. 
I en skrivelse til Kultusministeriet 11. oktober 1906 foreslog Lange, at inkunabler skulle samles på Det Kongelige Bibliotek. I første omgang skulle der fra latinskoler, stiftsbiblioteker og Statsbiblioteket indsendes fortegnelser over inkunabler til Det Kongelige Bibliotek, men derefter skulle inkunabler, der ikke allerede fandtes i Det Kongelige Biblioteks samling, indsendes til landets hovedbibliotek. Forslaget vakte dog kraftig modstand hos de berørte parter. Kun med Ribe Stiftsbibliotek lykkedes det i første omgang at få en aftale i stand.
Der indkom dog en række lister over inkunabler, og Lange opstillede dernæst en "ønskeseddel" over inkunabler fra Aalborg Skole- og Stiftsbibliotek, Ribe Katedralskole og Odense Katedralskole. Hovedparten af inkunablerne på listen blev overdraget til Det Kongelige Bibliotek i 1908. I 1917 fik man også en række inkunabler fra Sjællands Stiftsbibliotek.
Sammen med A.B. Drachmann og J.L. Heiberg udgav Lange 1901-1906 Søren Kierkegaards litterære produktion i Samlede Værker, der 1920-1936 udkom i en revideret 2. udgave. I flere senere udgaver og oplag har denne udgave dannet grundlag for studiet af Kierkegaard og er først ved at blive gjort forældet af Søren Kierkegaards Skrifter, der siden 1997 har været under udgivelse.

## Egyptolog
Efter tiden hos Det Kongelige Bibliotek virkede han som lektor i egyptologi ved Københavns Universitet til han gik på pension i 1937. I denne periode tog han bl.a. initiativ til oprettelsen af Papyrus Carlsberg Samlingen, som der i perioden 1931-1938 blev indkøbt egyptiske papyrusser til. Samlingen blev i 1939 overdraget til universitetet.
H.O. Lange hjalp den finske forfatter Mika Waltari med faktuelle oplysninger, mens denne arbejdede på Sinuhe egypteren. [kilde mangler]

## Andre initiativer
Inden for biblioteksvæsenet argumenterede Lange kraftigt for folkebibliotekssagen. Det kom blandt andet til udtryk i et foredrag ved Landsudstillingen i Aarhus i 1909 med titlen: Bibliotekssagen udenfor København. Blandt Langes andre projekter finder man også Dansk Folkemindesamling, som han var initiativtager til sammen med Axel Olrik, Blå Kors i Danmark, som blev stiftet 1895 i Langes lejlighed, og Kirkefondet. Det kirkelige arbejde regnes som den anden af hans to stærkeste interesser, ved siden af bibliotekssagen; han er citeret for at sige at "I Guds Belysning, med Gud som Medvider, bliver alt Arbejde – ubetinget alt – en Guds Tjeneste". På det kirkelige felt var han navnlig optaget af "menighedens samling og lægfolkets opvågnen til at se sit kirkelige ansvar – og handle derefter".

## Hæder
1918 blev han æresdoktor (dr.phil. h.c.) ved Lunds Universitet efter i 1906 at være blevet ridder af Dannebrog og medlem af Videnskabernes Selskab. I 1921 blev han Dannebrogsmand. Han gjorde sig også fortjent til den Mecklenburgske Griforden og blev ridder af den norske St. Olavs Orden 1. klasse. I 1927 blev han medlem af Det Preussiske Videnskabsakademi.
Siden 2001 har Det Kongelige Bibliotek udgivet en årlig H.O. Lange-pris til minde om ham.